# Kainsaz (Meteorit)
Bei Kainsaz handelt es sich um einen beobachteten Meteoritenfall vom 13. September 1937, 14:15 Uhr nahe der Kainsaz-Kolchose, Muslyumovo-Distrikt, Tatarstan, Russland.
Nach einem im Umkreis von 80 km sichtbaren Feuerball fielen auf einer etwa 40 km langen Strecke zwischen Kastiljowa im Südosten und Kainsaz im Nordwesten mindestens 40 einzelne Massen mit einem Gesamtgewicht von mehr als 215 kg. Nach Augenzeugenberichten folgten dem Fall fünf oder sechs laute Detonationen. Der eigentliche Feuerball und seine Rauchspur waren vom Fallgebiet aus nicht zu sehen.
Das elliptische Streufeld wurde wenige Tage nach dem Fall von dem russischen Wissenschaftler A. S. Selivanov besucht, der bis zum Wintereinbruch 15 Massen des Kainsaz-Falles sicherstellen und ins Mineralogische Fersman Museum Moskau bringen konnte. Unter diesen befand sich die 102 kg wiegende Hauptmasse des Falles, die heute noch in Moskau ausgestellt ist. Weitere Funde machte Selivanov einige hundert Meter südöstlich Kainsaz (eine 53 kg-Masse), bei Tash-Elga (eine 27,5 kg-Masse) und bei Krasny Yar (eine 22 kg-Masse). Die Einschlagmulden wiesen in allen Fällen den Durchmesser des Meteoriten auf und waren jeweils etwa so tief wie die größte vertikale Ausdehnung der jeweiligen Masse.
Der Kainsaz-Meteorit zählt zur selteneren Gruppe der kohligen Chondriten. Die mineralogisch-petrographische Analyse ergab einen C03.2-Typ mit einem Schockgrad S2 und einem Verwitterungsgrad von W0. Die Koordinaten des Falles werden heute mit 55° 26′ 0″ N, 53° 15′ 0″ O angegeben (Fundort der Hauptmasse).
Das abgelegene und kaum erforschte Streufeld des Meteoritenfalles geriet während des Zweiten Weltkrieges in Vergessenheit und wurde erst 2000 durch russische Meteoritenprospektoren wiederentdeckt. Diese stellten fest, dass der Winkel der Zentralachse des Streufeldes tatsächlich 39° betrug und nicht 47°, wie es in Selivanovs Aufzeichnungen stand. Insgesamt wurden in Kampagnen von 2000 bis 2007 mehr als 32 weitere Individuen und Fragmente mit Massen von 50 g bis 2 kg gefunden. Der deutsche Meteoritenforscher Svend Buhl nahm an der Kampagne im Jahr 2005 teil, sammelte und übersetzte Augenzeugenberichte sowie Passagen aus Selivanovs Aufzeichnungen und publizierte den gegenwärtigen Stand der Erforschung des Streufeldes in einem Artikel für das Meteorite Magazine.
Kainsaz wurde bis heute nicht im Meteoritical Bulletin der Meteoritical Society publiziert, ist jedoch offiziell von der Meteoritical Society anerkannt. Sowohl die Data Base des MetBull als auch der Catalogue of Meteorites führen Kainsaz als beobachteten Meteoritenfall.